# Khalid Boukichou
Khalid Boukichou, (nacido el 17 de septiembre de 1992 en Nador, Marruecos) es un jugador de baloncesto belga. Con 2.08 metros de estatura, juega en la posición de Pívot en el BCM Gravelines de la LNB Pro A, la máxima categoría del baloncesto francés. Es internacional absoluto con Bélgica.

## Trayectoria
Jugó desde 2011 a 2017 en el Telenet Oostende con el que ha ganado 5 ligas, 4 copas y una supercopa, además de participar en la Eurocup y en 2015 en la FIBA European Cup.

## Selección nacional
Ha participado con la selección en la fase de clasificación para el Eurobasket 2015.